# Temporada 2009-10 de la NBA Development League
La Temporada 2009-10 de la NBA Development League fue la novena temporada de la NBA D-League, la liga de desarrollo de la NBA. Tomaron parte 16 equipos, volviendo a configurarse dos conferencias, Este y Oeste, disputando una fase regular de 50 partidos cada uno. Los campeones fueron los Rio Grande Valley Vipers, que derrotaron en la Final al mejor de 3 a los Tulsa 66ers por 2-0.
Los campeones del año anterior, los Colorado 14ers no pudieron revalidad título, ya que la liga decidió traspasar el equipo a la ciudad de Frisco (Texas), donde empezarían a competir con el nombre de Texas Legends en la Temporada 2010-11. Por otra parte, los Anaheim Arsenal se trasladaron a Springfield (Massachusetts), pasando a convertirse en los Springfield Armor.
Un nuevo equipo surgió también en esta temporada, los Maine Red Claws.

## Equipos participantes
| - Albuquerque Thunderbirds - Austin Toros - Bakersfield Jam - Dakota Wizards - Erie BayHawks - Fort Wayne Mad Ants - Idaho Stampede - Iowa Energy |  | - Los Angeles D-Fenders - Maine Red Claws - Reno Bighorns - Rio Grande Valley Vipers - Sioux Falls Skyforce - Springfield Armor - Tulsa 66ers - Utah Flash |

## Temporada regular
| Eastern Conference       | Eastern Conference | Eastern Conference | Eastern Conference | Eastern Conference |
| Equipo                   | G                  | P                  | % Vic.             | PV                 |
| ------------------------ | ------------------ | ------------------ | ------------------ | ------------------ |
| Iowa Energy              | 37                 | 13                 | .740               | —                  |
| Sioux Falls Skyforce     | 32                 | 18                 | .640               | 5                  |
| Dakota Wizards           | 29                 | 21                 | .580               | 8                  |
| Maine Red Claws          | 27                 | 23                 | .540               | 10                 |
| Fort Wayne Mad Ants      | 22                 | 28                 | .440               | 15                 |
| Erie BayHawks            | 21                 | 29                 | .420               | 16                 |
| Springfield Armor        | 7                  | 43                 | .140               | 30                 |
| Western Conference       |                    |                    |                    |                    |
| Equipo                   | G                  | P                  | % Vic.             | PV                 |
| Rio Grande Valley Vipers | 34                 | 16                 | .680               | —                  |
| Austin Toros             | 32                 | 18                 | .640               | 2                  |
| Reno Bighorns            | 28                 | 22                 | .560               | 6                  |
| Utah Flash               | 28                 | 22                 | .560               | 6                  |
| Tulsa 66ers              | 27                 | 23                 | .540               | 7                  |
| Idaho Stampede           | 25                 | 25                 | .500               | 9                  |
| Albuquerque Thunderbirds | 18                 | 32                 | .360               | 16                 |
| Bakersfield Jam          | 17                 | 33                 | .340               | 17                 |
| Los Angeles D-Fenders    | 16                 | 34                 | .320               | 18                 |

## Playoffs
|  | Cuartos de final | Cuartos de final  | Cuartos de final |        |   | Semifinales       | Semifinales | Semifinales |  |   | Final | Final | Final | Final | Final |  |
|  |                  |                   |                  |        |   |                   |             |             |  |   |       |       |       |       |       |  |
|  |                  |                   |                  |        |   |                   |             |             |  |   |       |       |       |       |       |  |
|  | 7                | Utah              | 1                |        |   |                   |             |             |  |   |       |       |       |       |       |  |
|  | 7                | Utah              | 1                |        |   |                   |             |             |  |   |       |       |       |       |       |  |
|  | 1                | Iowa              | 2                |        |   |                   |             |             |  |   |       |       |       |       |       |  |
|  | 1                | Iowa              | 2                |        | 1 | Iowa              | 1           |             |  |   |       |       |       |       |       |  |
|  |                  |                   |                  |        | 1 | Iowa              | 1           |             |  |   |       |       |       |       |       |  |
|  |                  |                   | 8                | Tulsa  | 2 |                   |             |             |  |   |       |       |       |       |       |  |
|  | 8                | Tulsa             | 8                | Tulsa  | 2 | 2                 |             |             |  |   |       |       |       |       |       |  |
|  | 8                | Tulsa             |                  |        |   |                   |             |             |  |   |       |       |       |       |       |  |
|  | 4                | Sioux Falls       | 1                |        |   |                   |             |             |  |   |       |       |       |       |       |  |
|  | 4                | Sioux Falls       | 1                |        |   |                   |             |             |  | - | Ver   |       |       |       |       |  |
|  |                  |                   |                  |        |   |                   |             |             |  | - | Ver   |       |       |       |       |  |
|  |                  |                   | -                | Debajo |   |                   |             |             |  |   |       |       |       |       |       |  |
|  | 6                | Reno              | -                | Debajo | 1 |                   |             |             |  |   |       |       |       |       |       |  |
|  | 6                | Reno              |                  |        |   |                   |             |             |  |   |       |       |       |       |       |  |
|  | 2                | Rio Grande Valley | 2                |        |   |                   |             |             |  |   |       |       |       |       |       |  |
|  | 2                | Rio Grande Valley | 2                |        | 2 | Rio Grande Valley | 2           |             |  |   |       |       |       |       |       |  |
|  |                  |                   |                  |        | 2 | Rio Grande Valley | 2           |             |  |   |       |       |       |       |       |  |
|  |                  |                   | 3                | Austin | 1 |                   |             |             |  |   |       |       |       |       |       |  |
|  | 5                | Dakota            | 3                | Austin | 1 | 1                 |             |             |  |   |       |       |       |       |       |  |
|  | 5                | Dakota            |                  |        |   |                   |             |             |  |   |       |       |       |       |       |  |
|  | 3                | Austin            | 2                |        |   |                   |             |             |  |   |       |       |       |       |       |  |
|  | 3                | Austin            | 2                |        |   |                   |             |             |  |   |       |       |       |       |       |  |
|  |                  |                   |                  |        |   |                   |             |             |  |   |       |       |       |       |       |  |

### Finales
|  | Final de la D-League (Partido 1) |                   |     |  |
|  |                                  |                   |     |  |
|  | 8                                | Tulsa             | 107 |  |
|  | 8                                | Tulsa             | 107 |  |
|  | 2                                | Rio Grande Valley | 124 |  |
|  | 2                                | Rio Grande Valley | 124 |  |

|  | Final de la D-League (Partido 2) |                   |    |  |
|  |                                  |                   |    |  |
|  | 8                                | Tulsa             | 91 |  |
|  | 8                                | Tulsa             | 91 |  |
|  | 2                                | Rio Grande Valley | 94 |  |
|  | 2                                | Rio Grande Valley | 94 |  |

## Premios de la NBDL

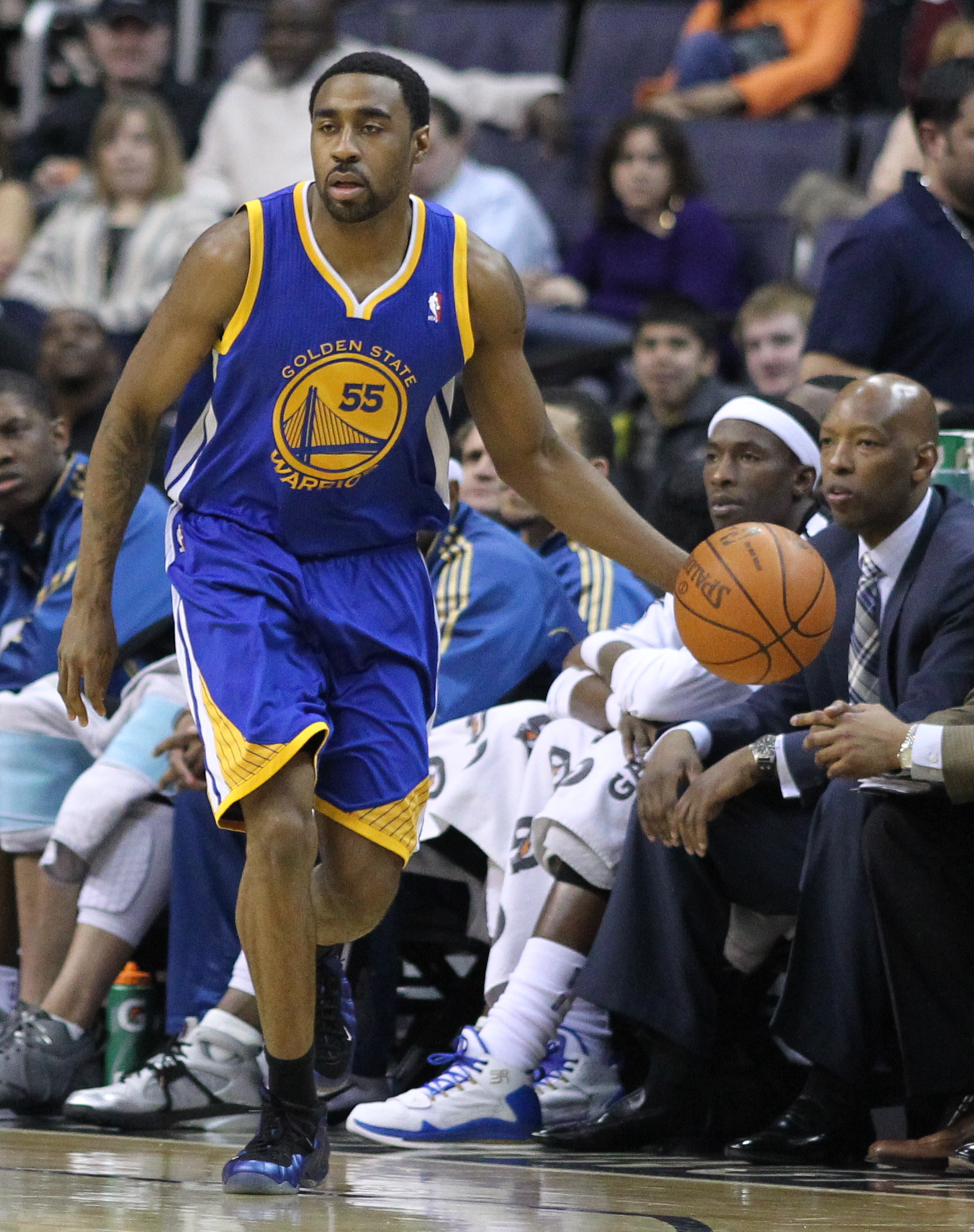
Reggie Williams.

- MVP de la temporada: Mike Harris, Rio Grande Valley Vipers
- Rookie del Año: Alonzo Gee, Austin Toros
- Mejor Defensor: Greg Stiemsma, Sioux Falls Skyforce
- Jugador más impactante: Brian Butch, Bakersfield Jam
- Jugador más mejorado: Mildon Ambres, Idaho Stampede
- Mejor quinteto de la temporada
  - Curtis Stinson, Iowa Energy
  - Reggie Williams, Sioux Falls Skyforce
  - Mike Harris, Rio Grande Valley Vipers
  - Cartier Martin, Iowa Energy
  - Dwayne Jones, Austin Toros
- 2º mejor quinteto de la temporada
  - Will Conroy, Rio Grande Valley Vipers
  - Mustafa Shakur, Tulsa 66ers
  - Alonzo Gee, Austin Toros
  - Rob Kurz, Fort Wayne Mad Ants
  - Brian Butch, Bakersfield Jam
- 3er mejor quinteto de la temporada
  - Antonio Anderson, Rio Grande Valley Vipers
  - Curtis Jerrells, Austin Toros
  - Alade Aminu, Bakersfield Jam
  - Larry Owens, Tulsa 66ers
  - Earl Barron, Iowa Energy

## Llamadas de equipos de la NBA

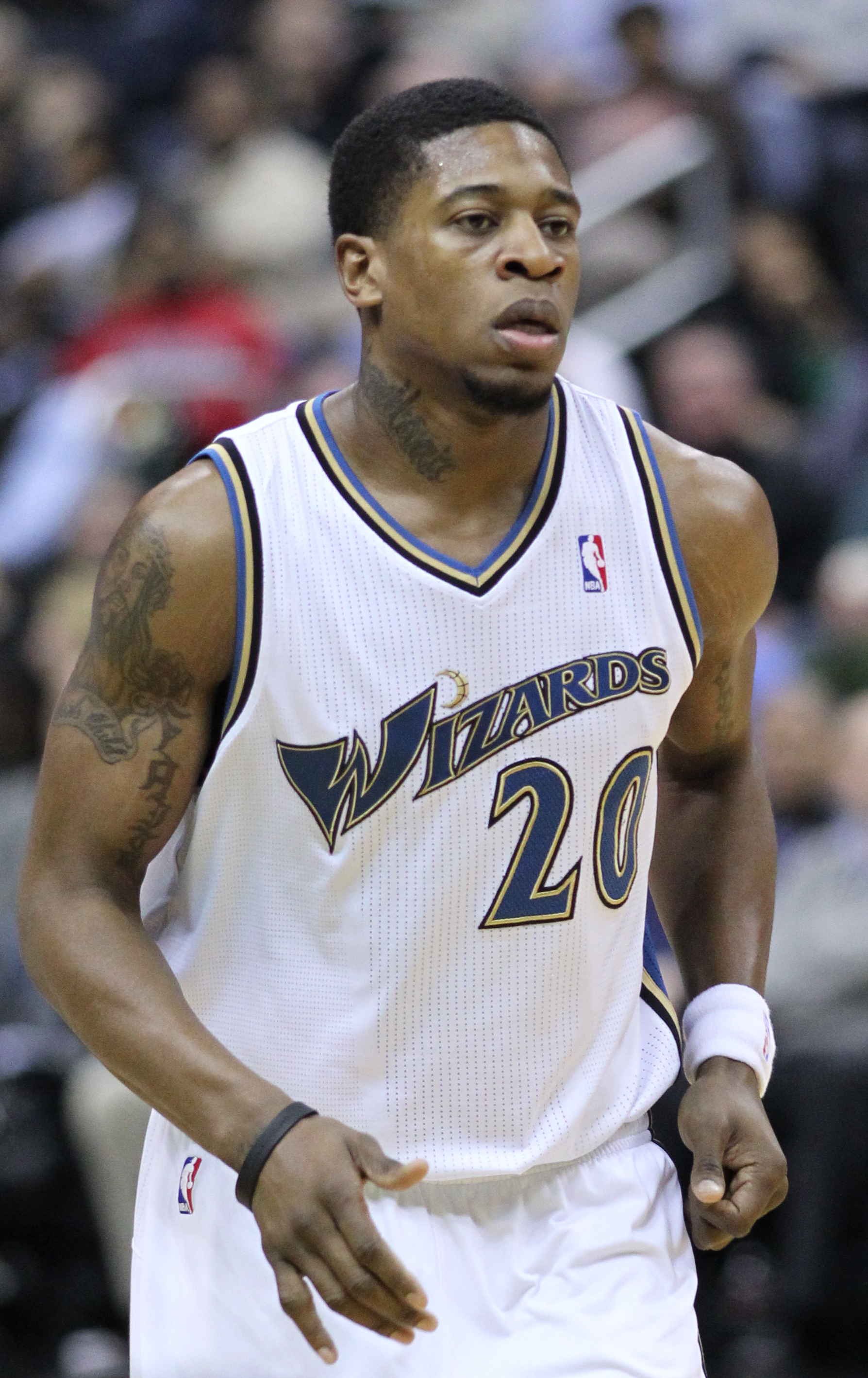
Cartier Martin.

Durante la temporada, 27 jugadores fueron requeridos por sus equipos afiliados de la NBA en 40 ocasiones para formar parte de sus plantillas:
| Jugador           | Equipo NBA D-League      | Equipo(s) NBA                                                |
| ----------------- | ------------------------ | ------------------------------------------------------------ |
| Oliver Lafayette  | Fort Wayne Mad Ants      | Boston Celtics                                               |
| Greg Stiemsma     | Sioux Falls Skyforce     | Minnesota Timberwolves                                       |
| Brian Butch       | Bakersfield Jam          | Denver Nuggets                                               |
| Coby Karl         | Idaho Stampede           | Denver Nuggets / Golden State Warriors                       |
| Alexander Johnson | Sioux Falls Skyforce     | Houston Rockets                                              |
| Rob Kurz          | Fort Wayne Mad Ants      | Chicago Bulls                                                |
| Dwayne Jones      | Austin Toros             | Phoenix Suns                                                 |
| Earl Barron       | Iowa Energy              | New York Knicks                                              |
| Cedric Jackson    | Erie BayHawks            | Washington Wizards / San Antonio Spurs / Cleveland Cavaliers |
| Mustafa Shakur    | Tulsa 66ers              | Oklahoma City Thunder (2 veces)                              |
| Cartier Martin    | Iowa Energy              | Washington Wizards / Golden State Warriors                   |
| Alonzo Gee        | Austin Toros             | San Antonio Spurs / Washington Wizards                       |
| Alade Aminu       | Bakersfield Jam          | Miami Heat                                                   |
| Curtis Jerrells   | Austin Toros             | San Antonio Spurs                                            |
| Mike Harris       | Rio Grande Valley Vipers | Houston Rockets (2 veces) / Washington Wizards               |
| Kenny Hasbrouck   | Rio Grande Valley Vipers | Miami Heat                                                   |
| Garrett Temple    | Rio Grande Valley Vipers | San Antonio Spurs / Sacramento Kings / Houston Rockets       |
| Othyus Jeffers    | Iowa Energy              | Utah Jazz                                                    |
| Chris Richard     | Tulsa 66ers              | Chicago Bulls (2 veces)                                      |
| Will Conroy       | Rio Grande Valley Vipers | Houston Rockets                                              |
| Reggie Williams   | Sioux Falls Skyforce     | Golden State Warriors                                        |
| Antonio Anderson  | Rio Grande Valley Vipers | Oklahoma City Thunder                                        |
| JamesOn Curry     | Springfield Armor        | Los Angeles Clippers                                         |
| Anthony Tolliver  | Idaho Stampede           | Golden State Warriors / Portland Trail Blazers               |
| Mario West        | Maine Red Claws          | Atlanta Hawks                                                |
| Sundiata Gaines   | Idaho Stampede           | Utah Jazz                                                    |
| Chris Hunter      | Fort Wayne Mad Ants      | Golden State Warriors                                        |